# Kayla Snyderman
Kayla Snyderman (ur. 4 lipca 1988 w Winchester) – amerykańska narciarka dowolna, specjalizująca się w jeździe po muldach. W 2007 roku wywalczyła srebrny medal w jeździe po muldach na mistrzostwach świata juniorów w Airolo. W 2011 roku wystąpiła na mistrzostwach świata w Deer Valley, gdzie była czternasta w muldach podwójnych. Najlepsze wyniki w Pucharze Świata osiągnęła w sezonie 2007/2008, kiedy to zajęła 32. miejsce w klasyfikacji generalnej. Nie startowała na igrzyskach olimpijskich. W 2011 roku zakończyła karierę.

## Osiągnięcia

### Mistrzostwa świata
| Miejsce | Dzień    | Rok  | Miejscowość | Konkurencja    | Zwycięzca     |
| ------- | -------- | ---- | ----------- | -------------- | ------------- |
| 14.     | 5 lutego | 2011 | Deer Valley | Muldy podwójne | Jennifer Heil |

### Puchar Świata

#### Miejsca w klasyfikacji generalnej
- sezon 2005/2006: 124.
- sezon 2006/2007: 79.
- sezon 2007/2008: 32.
- sezon 2008/2009: 77.
- sezon 2010/2011: 64.

#### Miejsca na podium
1. Lake Placid – 18 stycznia 2008 (jazda po muldach) – 3. miejsce
2. Åre – 8 marca 2008 (muldy podwójne) – 3. miejsce